# Хірон
Хіро́н (грец. Χείρων) — у давньогрецькій міфології — фессалійський кентавр, син Кроноса й Філіри (тому поети часто називали його Філірідом).
Кронос перетворився на коня, щоб утекти від своєї дружини Реї, яка вистежувала чоловіка в любовних зв'язках із Філірою. Через те Хірона звали ще гіпокентавром, тобто конекентавром. Гомер називав його «найсправедливішим з усіх кентаврів», Піндар — «приятелем людей». Жив Хірон на горі Пеліон, звідки його разом з іншими кентаврами прогнали лапіти. Він вважався предком роду Хіронідів у Північній Греції.
Був учителем Асклепія, приятелем або вчителем багатьох героїв (Нестора, Ахіллеса, Кастора, Полідевка, Ясона, Амфіарая). Близьким другом Хірона був Геракл, який випадково поранив його під час полювання на ерімантського вепра. Отрута стріли завдавала кентаврові такого болю, що він волів померти і відмовився від безсмертя на користь Прометея. Зевс переніс його на небо і розташував серед зірок сузір'я Кентавра.
|                       | Він переміг звірячу хіть кентавра, Друг смертних і богів, кентавр Хірон. |
| — Микола Зеров, ХІРОН |                                                                          |

Дружиною Хірона вважалася дочка Аполлона німфа Харікло, їхньою дочкою — Гіппа.